# Exocentrus femoralis
Exocentrus  es una especie de escarabajo longicornio del género Exocentrus, categorizada en la tribu Exocentrini, de la subfamilia Lamiinae. Fue descrita por Hintz en 1919.

## Descripción
Mide 3-5 mm de longitud.

## Distribución
Se distribuye por Camerún, Costa de Marfil, Gabón, República Centroafricana y República Democrática del Congo.